# Корсини, Паоло
Паоло Корсини (род. 9 декабря 1947 года в Адро, провинция Брешиа, Ломбардия, Италия) — итальянский политический деятель. Сенатор Итальянской Республики XVII созыва. Депутат Итальянской Республики XIII, XVI созывов. Мэр Брешии (1992—1994 и 1998—2008).

## Биография
Получил высшее образование в области классической литературы. Работал профессором современной истории в университете Пармы, автор многочисленных научных публикаций.

### Политическая карьера
С 26 июля 1985 года по 21 марта 1990 года, с 22 июня 1990 года по 15 сентября 1991 года — советник в Муниципальном совете Брешии. Избирался по спискам Итальянской социалистической партии.
С 27 сентября 1992 года по 13 июня 1994 года — мэр Брешии. Избран от Демократической партии левых сил. С 16 декабря 1991 года по 13 июня 1994 года вновь избран советником Муниципального совета Брешии по спискам Демократической партии левых сил. С 14 декабря 1994 года по 29 марта 1996 года — вице-мэр Брешии.
С 9 мая 1996 года по 14 апреля 1999 года — депутат Итальянской Республики XIII созыва. Член депутатской группы левых демократов. Член Постоянной комиссии по конституционным вопросам с 6 ноября 1998 года и член парламентской комиссии по расследованию терроризма в Италии и причин отказа определения лиц ответственных за массовые убийства с 1 октября 1996 года.
С 14 декабря 1998 года по 24 мая 2003 года и с 15 мая 2003 года по 7 апреля 2008 года, в течение двух сроков, вновь занимал пост мэра Брешии.
С 29 апреля 2008 года по 14 марта 2013 года вновь депутат Итальянской Республики XVII созыва. Избран от Демократической партии, в парламентскую группу которой и входил. С 21 мая 2008 года по 14 марта 2013 года — член III Постоянной комиссии (Инотранные дела) и с 25 октября 2011 года по 14 марта 2013 года — член парламентской делегации Италии в Парламентской ассамблеи Совета Европы.
С 15 марта 2013 года — сенатор Итальянской Республики XVII созыва. Избран от области Ломбардия. Заместитель председателя III Постоянного комитета (иностранные дела, эмиграция) с 7 мая 2013 года. С 26 июня 2013 года член парламентсской делегации в Парламентской Ассамблеи Совета Европы и с 1 октября 2014 года член Парламентской комиссии по расследованию похищения и смерти Альдо Моро.
28 февраля 2017 года перешёл в «Статью 1 — Демократическое и прогрессивное движение» — левый откол от Демократической партии.

## Награды
- Кавалер Большого креста ордена «За заслуги перед Итальянской Республикой» (27 декабря 2007 года)[1].
- Великий офицер ордена «За заслуги перед Итальянской Республикой» (2 июня 2000 года)[2].
- Командор ордена «За заслуги перед Итальянской Республикой» (20 мая 1994 года)[3].

## Семья
Женат, есть сын.

## Труды
- Mondo cattolico e fascismo (1919—1929), in «Humanitas», 3, 1977, pp. 222–241
- Brescia. Cattolici a confronto: fede, politica e società civile (con Franco Molinari e Daniele Montanari), Esine, San Marco, 1979, pp. 228
- Storiografia. Saggio critico, testimonianze, documenti, Milano Accademia, 1979, pp. 286
- Il riscatto del passato. La storia orale: quasi un bilancio, in «Studi Bresciani», 2, 1980, pp. 21–52
- Lo spirito assoluto in cattedra. Per una discussione sulla riforma Gentile, ibidem, 3, 1980, pp. 69–85
- Epidemia e salute pubblica: il colera del 1836 (con L. Graz), Brescia, Grafo, 1982, pp. 32
- La Bassa Bresciana nella guerra e nella Resistenza. Dinamiche sociali, ammassi e mercato nero, in «Annali» dell’Istituto «Alcide Cervi», 4, 1982 (1983). pp. 279–314
- Da Salò a Piazza della Loggia. Blocco d’ordine, neofascismo, radicalismo di destra a Brescia (1945—1974), (con R. Chiarini), Milano, F. Angeli, 1983, pp. 450
- Dall’Archivio di storia della Resistenza alla Fondazione «Luigi Micheletti», in La Fondazione «Luigi Micheletti» (a cura di P. Corsini — P.P. Poggio — G. Porta), Brescia, Micheletti, 1984, pp. 11–26
- Alberto Trebeschi: profilo di un intellettuale comunista 1937—1974, in A. Trebeschi, Scritti 1962—1974. Diario, lettere, interventi (a cura di C. Bragaglio — P. Corsini), Brescia, Micheletti, 1984, pp. 9–51
- Il neofascismo bresciano tra «doppiopetto» e «alternativa rivoluzionaria» (1969—1974), in Aa. Vv., L’eversione nera: cronache di un decennio (1974—1984) (a cura di P. Corsini — L. Novati), Milano, Angeli, 1985, pp. 171–219
- La storia locale: un paese nella storia, in Aa. Vv., Rezzato (a cura di P. Corsini), Brescia, Comune di Rezzato, 1985, pp. 17–38
- La città ferita. Testimonianze, riflessioni, documenti sulla strage di piazza della Loggia (a cura di R. Chiarini — P. Corsini, con una lettera di Sandro Pertini), Brescia, Centro bresciano dell’antifascismo e della Resistenza, 1985, pp. 158
- Movimento cattolico e società bresciana: un «caso» esemplare di costruzione dell’egemonia (1878—1902), in «Storia in Lombardia», 2, 1985, pp. 31–57
- La lotta politica a Brescia all’avvento del fascismo, in «Annali» della Fondazione «Luigi Micheletti», 1, 1985, pp. 35–80
- Sull’utilità e il danno della storia locale per gli studi storici, in «Studi Bresciani», n.s., 15, 1984 (1985), pp. 49–70
- La destra neofascista in Italia tra politica ed eversione, in «Notiziario dell’Istituto storico della Resistenza di Cuneo e provincia», 30, 1986, pp. 41–47
- Berlinguer oggi (a cura di P. Corsini — M. De Angelis), Roma, «l’Unità», 1987, pp. 176
- Il feudo di Augusto Turati. Fascismo e lotta politica a Brescia (1922—1926) (pref. di N. Tranfaglia), Milano, Angeli, 1988, pp. XX, 955
- Il declino comunista tra caso italiano e modello europeo, in «Città & Dintorni», 11/12, 1988, pp. 43–55
- La nascita della Repubblica: dalla Costituente alla Costituzione, in P. Corsini — G. Giugni — P. Scoppola, Quarantennale della Costituzione della Repubblica italiana, Brescia, «La Cittadina», 1989, pp. 7–30
- Introduzione a Aa.Vv., La Sinistra in Europa (a cura di P. Corsini), Milano, Angeli, 1989, pp. 13–21
- La rivoluzione francese tra ideologia e storia in «Storia e documenti», 2, 1989, pp. 37–43
- Introduzione a Carpenedolo '900. Economia, società e politica nella prima metà del secolo (a cura di P. Corsini), Brescia, Grafo, 1990, pp. 7–16
- Il «prete di campagna» e il suo editore. Alle origini della collaborazione tra Don Primo Mazzolari e Vittorio Gatti (1928—1935), in «Storia in Lombardia», 2, 1990, pp. 75–126
- La guerra civile nei notiziari della Gnr e nella propaganda della Rsi, in Aa. Vv.,Guerra, guerra di liberazione, guerra civile (a cura di M. Legnami — F. Vendramini), Milano, Angeli, 1990, pp. 245–298
- «In cammino verso il comunismo»: L’apprendistato politico dell’operaio Luigi Abbiati (1897—1921), in «Storia in Lombardia», 3, 1990, pp. 95–134
- Rosso di sera. Interventi tra storia e politica (1986—1990), Brescia, Città & Dintorni, 1990, pp. 195
- «Lavorare e tacere». Industria ed operai a Brescia (1940—1943), in «Annali» della Fondazione «Luigi Micheletti», 5, 1990—1991, pp. 587–626
- Il Pci e la questione cattolica (1921—1991), in «Città & Dintorni», 28/29, 1991, pp. 5–30
- Avversi al regime. Una famiglia comunista negli anni del fascismo (con G.F. Porta), Roma, Editori Riuniti, 1992, pp. XXV, 374
- La critica, la delusione, la speranza: l’itinerario culturale dell’ultimo Lombardo Radice, in «Riforma della Scuola», 12, 1992, pp. 56–57
- Materiali per lo studio del collaborazionismo conservati presso la Fondazione Micheletti, in «Annali» della Fondazione «Luigi Micheletti», 6, 1992 (1993), pp. 185–214
- Pietro Tamburini e il giansenismo lombardo (a cura di P. Corsini — D. Montanari), Brescia, Morcelliana, 1993, pp. 506
- Produzione della norma, governo della città, Brescia, Grafo, 1999, pp. 284
- Berlinguer Enrico, in Aa. Vv., Enciclopedia della sinistra europea (diretta da A. Agosti), Roma, Editori Riuniti, 2000, pp. 32–35
- La città tra comunità e mercato, Brescia, Grafo, 2002, pp. 249
- Biografie della città. Civitas, ricordo, memoria, Brescia, Grafo, 2003, pp. 259
- Passato, presente e destino della brescianità, in Aa. Vv., Studi di storia moderna e contemporanea in onore di Mons. Antonio Fappani, Brescia, Grafo, 2003, pp. 23–29
- Dalla Loggia. Tra cronaca e storia, Brescia, Grafo, 2005, pp. 420
- Città e pratica mafiosa: il caso di Brescia, in I. Testoni (a cura di), Cosa nostra e l’uso dell’uomo come cosa. Riflessioni su mafia e deumanizzazione, Milano, Angeli, 2007, pp. 133–144
- Sulle ali della Vittoria. Tracce di una politica per la cultura (1998—2008), Brescia, Grafo, 2008, pp. 410
- Esercizi di lettura. Tra storia e politica. Brescia, Grafo, 2010, pp. 431
- Mino Martinazzoli: l’intelligenza degli avvenimenti, il carisma della parola, in «Humanitas»,6, 2011, pp. 1092–1106
- Mino Martinazzoli. Valore e limite della politica, Assisi, Cittadella, 2012, pp. 195
- Storia di Brescia. Politica, economia, società 1861—1992 (con M. Zane), Roma-Bari, Laterza, 2014, pp. 567
- Martinazzoli. Discorsi parlamentari (introduzione e cura di P.L. Castagnetti — P. Corsini), Roma, Camera dei Deputati, 2016, pp 879